# 瑞芳区

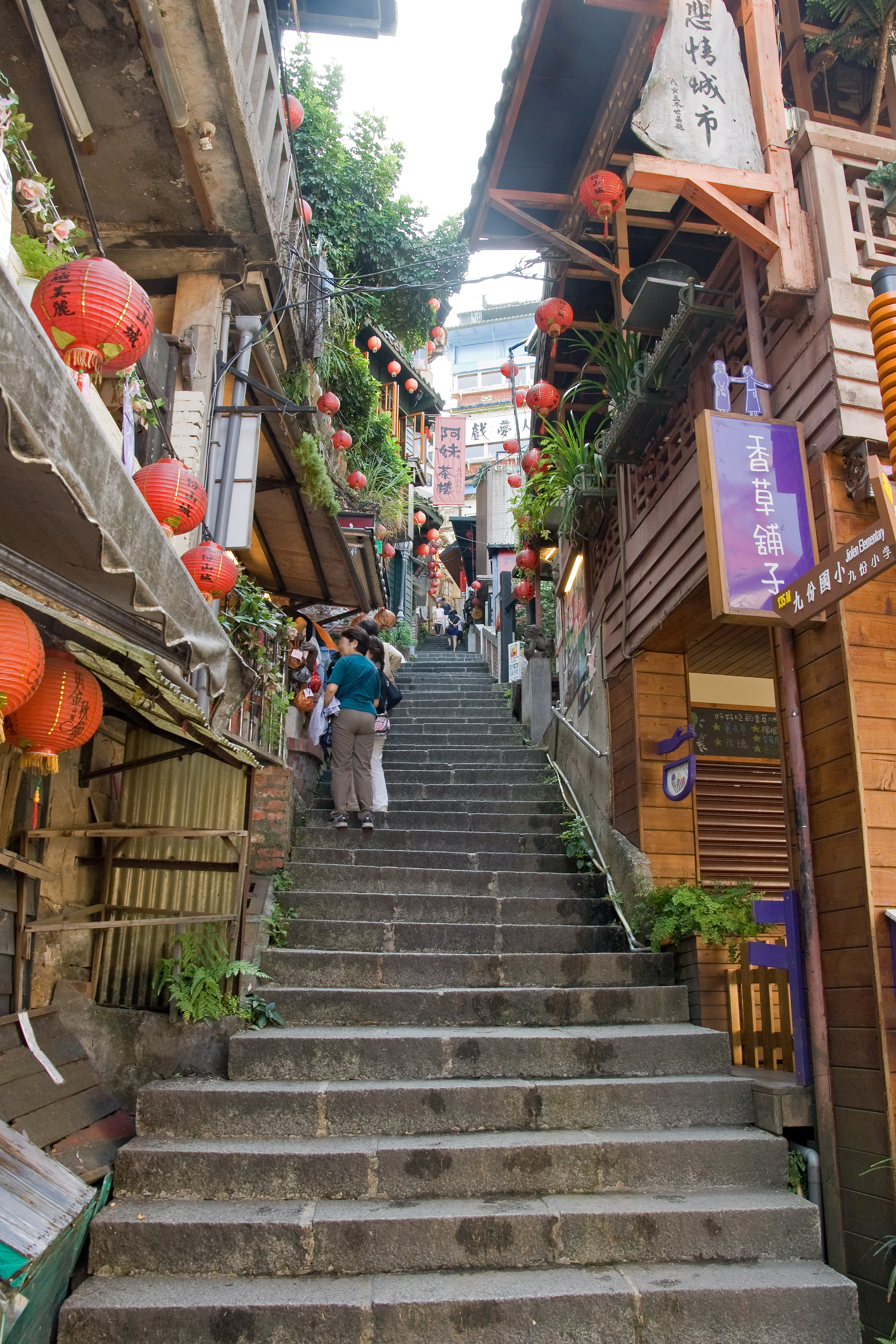
九份・竪崎路の町並み

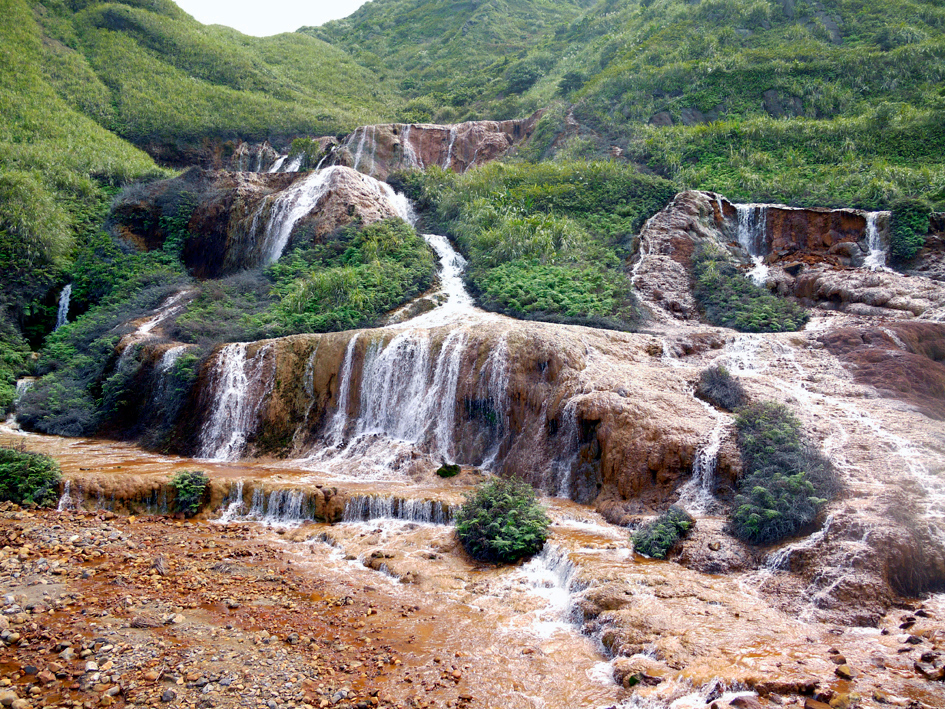
水湳洞・黃金瀑布

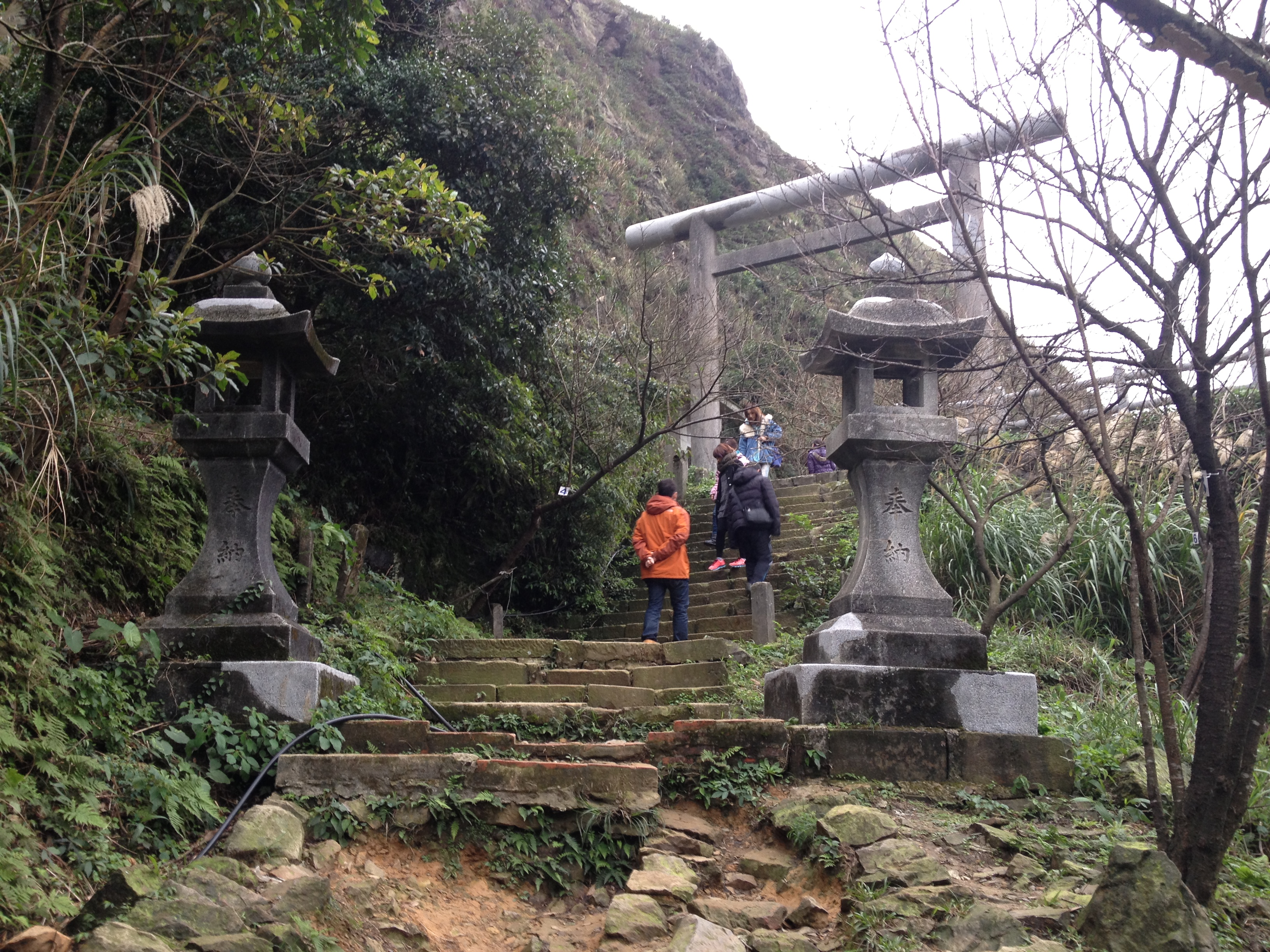
黄金神社の遺跡

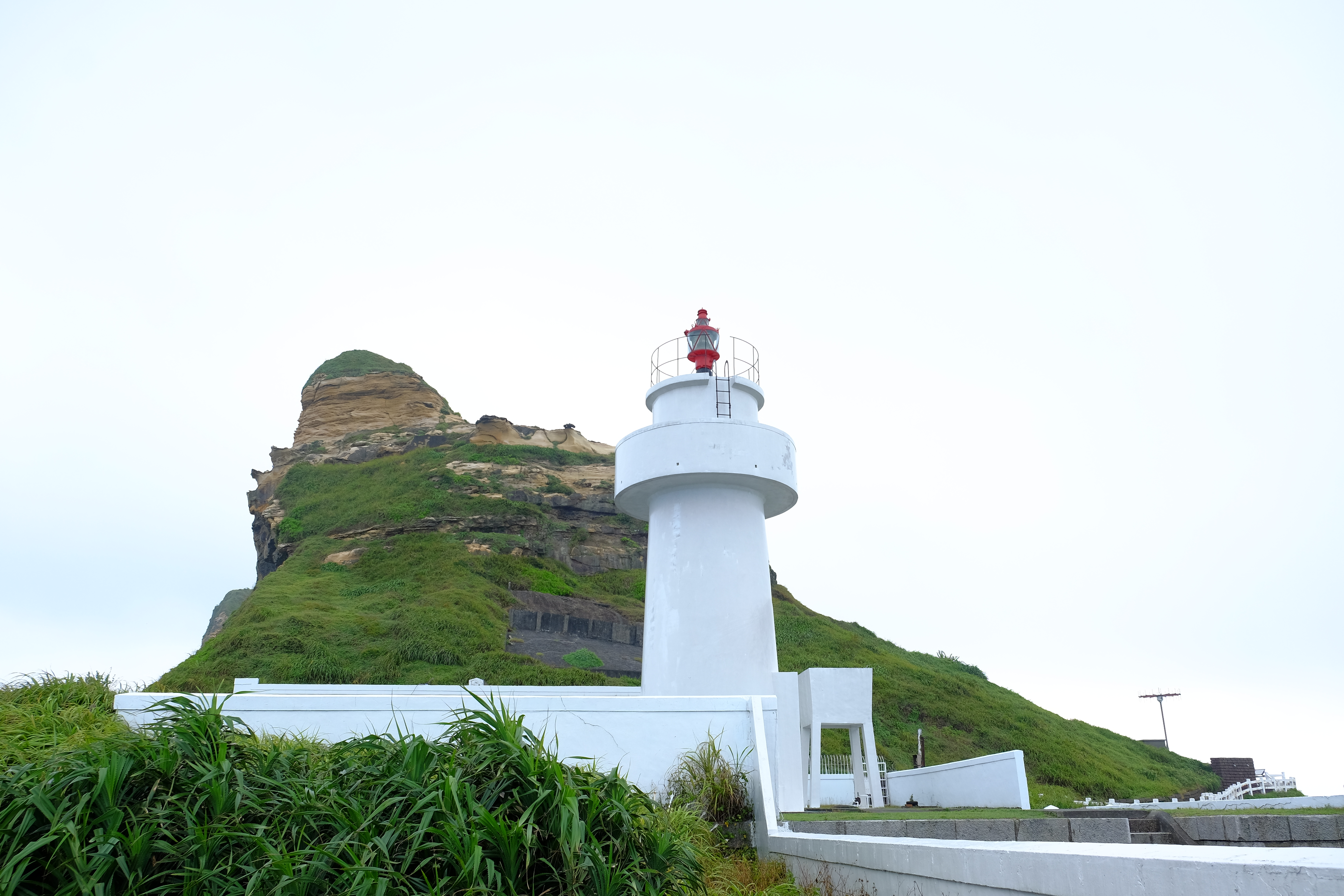
鼻頭角灯台

瑞芳区（ルイファン/ずいほう-く）は台湾新北市の市轄区。

## 歴史
瑞芳の開発は清末の光緒年間に遡る。しかし鉄道が開通する以前の交通は水運が主体であったことから柑坪里に港が設けられ、台湾東部への中継地となっていた。
瑞芳が飛躍的な発展を遂げたのは。清代に金瓜石や九份で金鉱が発見されてからである。瑞芳は鉱山の補給基地としての役割が与えられた。現在の柑坪里（旧名：柑仔瀬）には金山に向かう労働者向けの商店が立ち並び、その中の一つに店名を「瑞芳」という商店があった。金山労働者は柑仔瀬に向かう事を「瑞芳に行く」と表現していたことからこの一帯が瑞芳と称されるようになった。
日本統治時代の1901年（明治34年）11月11日、基隆庁の管轄となる。
1905年（明治38年）7月1日、台湾総督府により「瑞芳区」と「𫙮魚坑区」が設置された。
1909年（明治42年）10月25日、基隆庁が台北庁に合併し、瑞芳区と𫙮魚坑区は台北庁水返脚支庁の管轄となる。
1920年（大正9年）10月1日、地方改制の際に瑞芳区と𫙮魚坑区が合併して台北州基隆郡「瑞芳庄」となった。
1938年（昭和13年）2月11日、瑞芳庄が「瑞芳街」へ昇格した。
第二次世界大戦後の1946年1月16日、中華民国統治下で「瑞芳鎮」へ改編された。
2010年12月25日、台北県が新北市に改編されたことに伴い瑞芳区へ改編された。瑞芳区へ改編されるまでは、基隆北海岸地域唯一の鎮であった。

## 行政区画
| 地区   | 里                                                                                             |
| ------ | ---------------------------------------------------------------------------------------------- |
| 瑞芳   | 上天里、爪峰里、柑坪里、東和里、傑魚里、新峰里、龍川里、龍山里、龍安里、龍潭里、龍興里、龍鎮里 |
| 四脚亭 | 吉安里、吉慶里                                                                                 |
| 猴硐   | 弓橋里、光復里、猴硐里、碩仁里                                                                 |
| 九份   | 永慶里、基山里、崇文里、福住里、頌徳里                                                         |
| 金瓜石 | 石山里、瓜山里、新山里、銅山里                                                                 |
| 瑞浜   | 南雅里、海浜里、深澳里、瑞浜里、鼻頭里、濂洞里、濂新里                                         |

## 政治

### 行政

#### 区長
歴代区長

## 交通
| 種別 | 路線名称        | その他                          |
| ---- | --------------- | ------------------------------- |
| 鉄道 | 宜蘭線          | 四脚亭駅 瑞芳駅 猴硐駅 三貂嶺駅 |
| 省道 | 台62線 台2線    |                                 |
| 県道 | 102号線 106号線 |                                 |

## 教育
| 区分 | 数 | 名称 |
| ---- | -- | --- |
| 大学 | 0  | - |
| 高中 | 0  | - |
| 高職 | 1  | 国立瑞芳高級工業職業学校 |
| 国中 | 3  | 新北市立瑞芳国民中学 新北市立欽賢国民中学 私立時雨国民中学 |
| 国小 | 11 | 新北市立瑞芳国民小学 新北市立義方国民小学 新北市立瑞柑国民小学 新北市立瑞浜国民小学 新北市立九份国民小学 新北市立瓜山国民小学 新北市立濂洞国民小学 新北市立猴硐国民小学 新北市立瑞亭国民小学 新北市立吉慶国民小学 新北市立鼻頭国民小学 |

## 観光

### 観光スポット
- 九份
- 金瓜石
  - 黄金博物園
- 猴硐
- 陰陽海（中国語版）
- 水湳洞（中国語版）
- 瑞芳駅
- 瑞芳龍巌宮（中国語版）

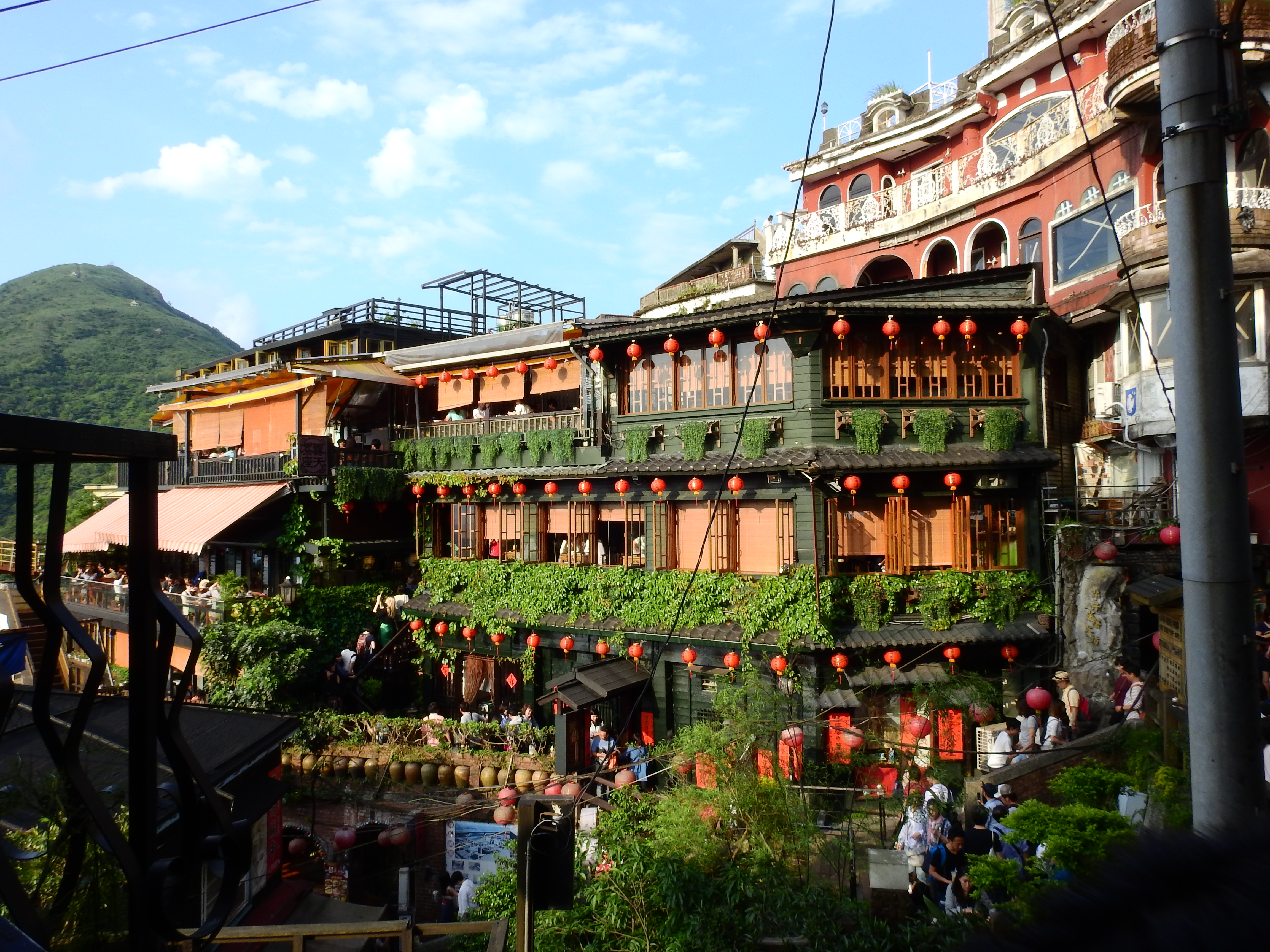
九份の街並み
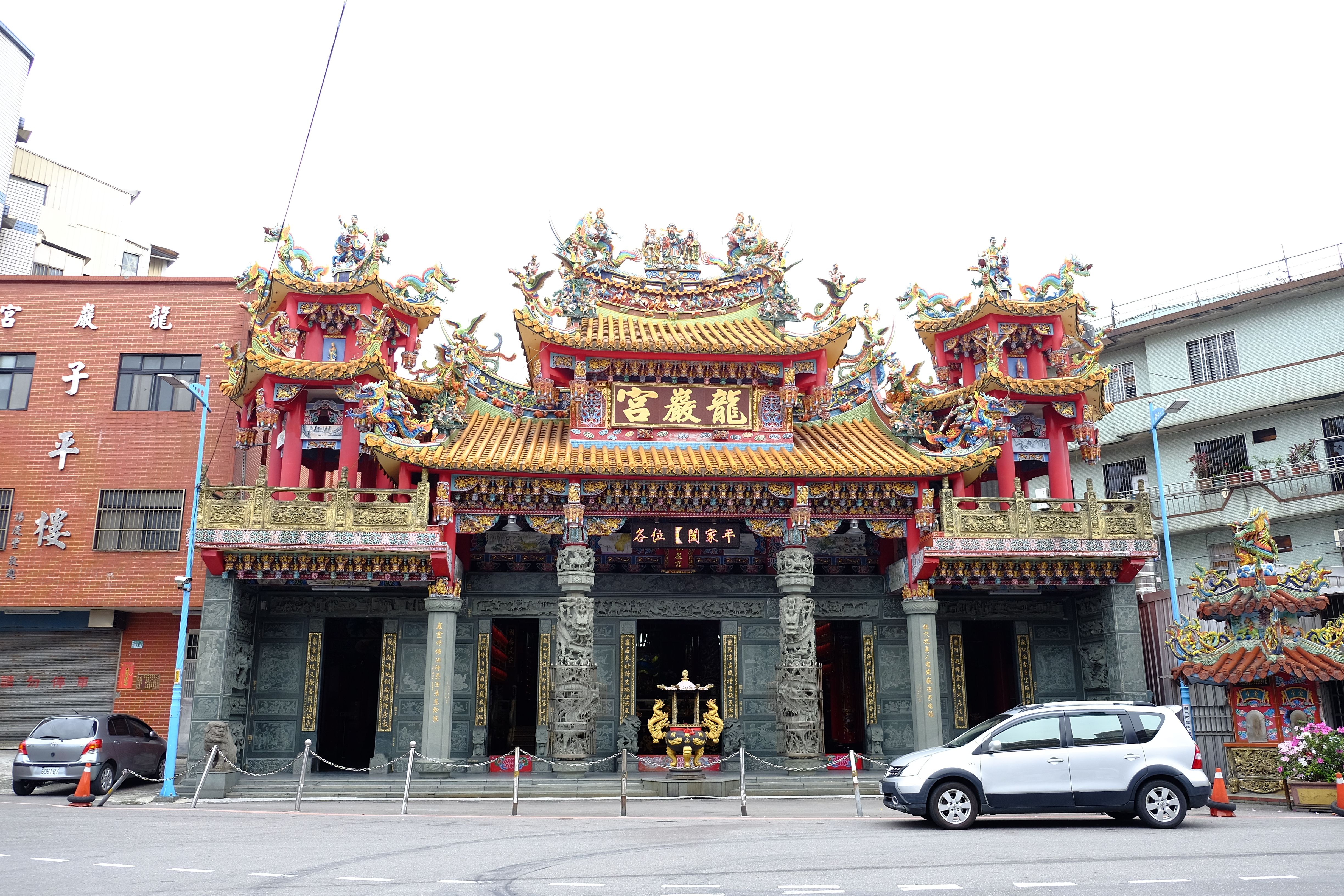
瑞芳龍巌宮（中国語版）
深澳岬（中国語版）から水湳洞方面を望む
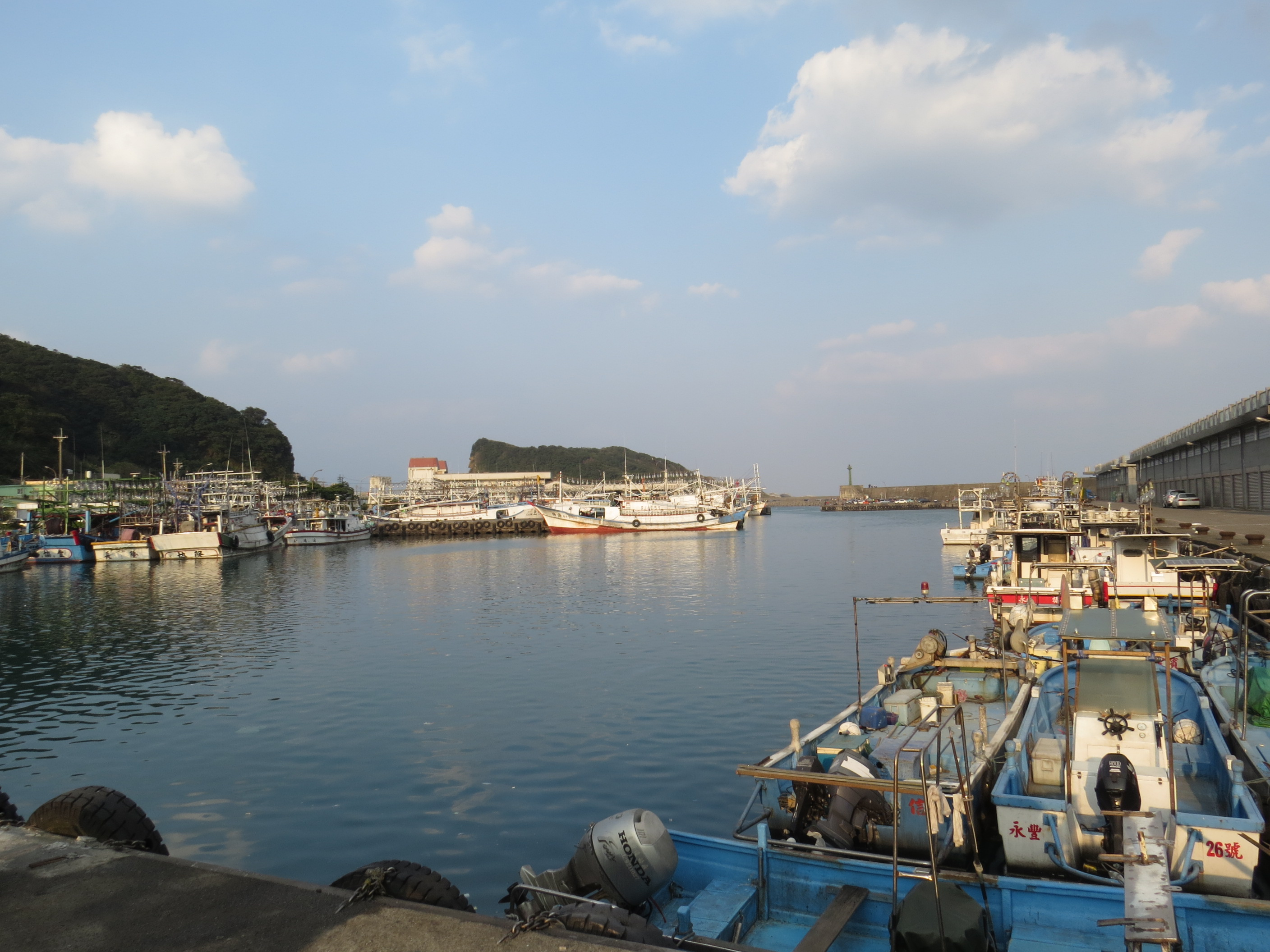
深澳漁港
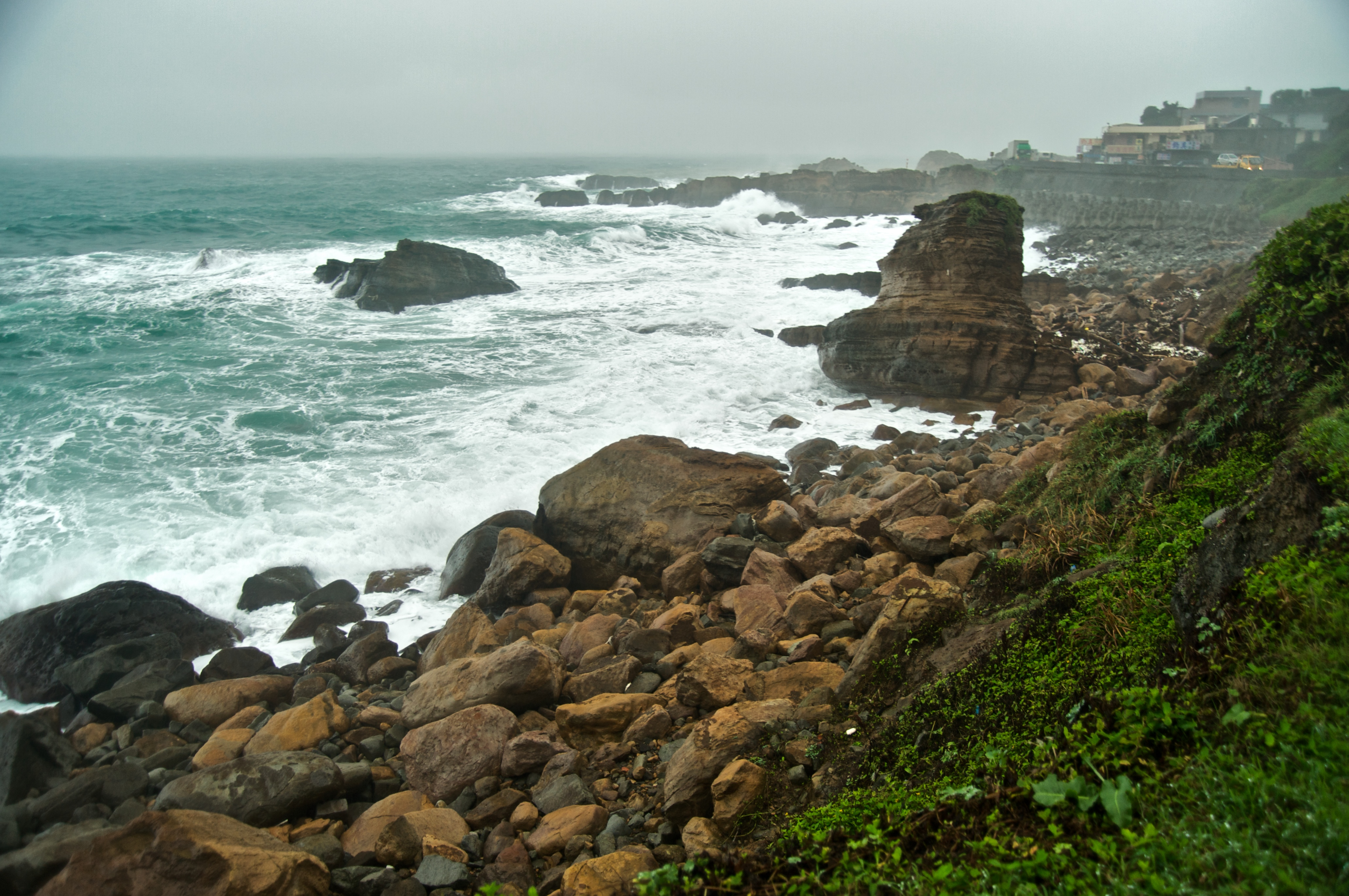
水湳洞海岸
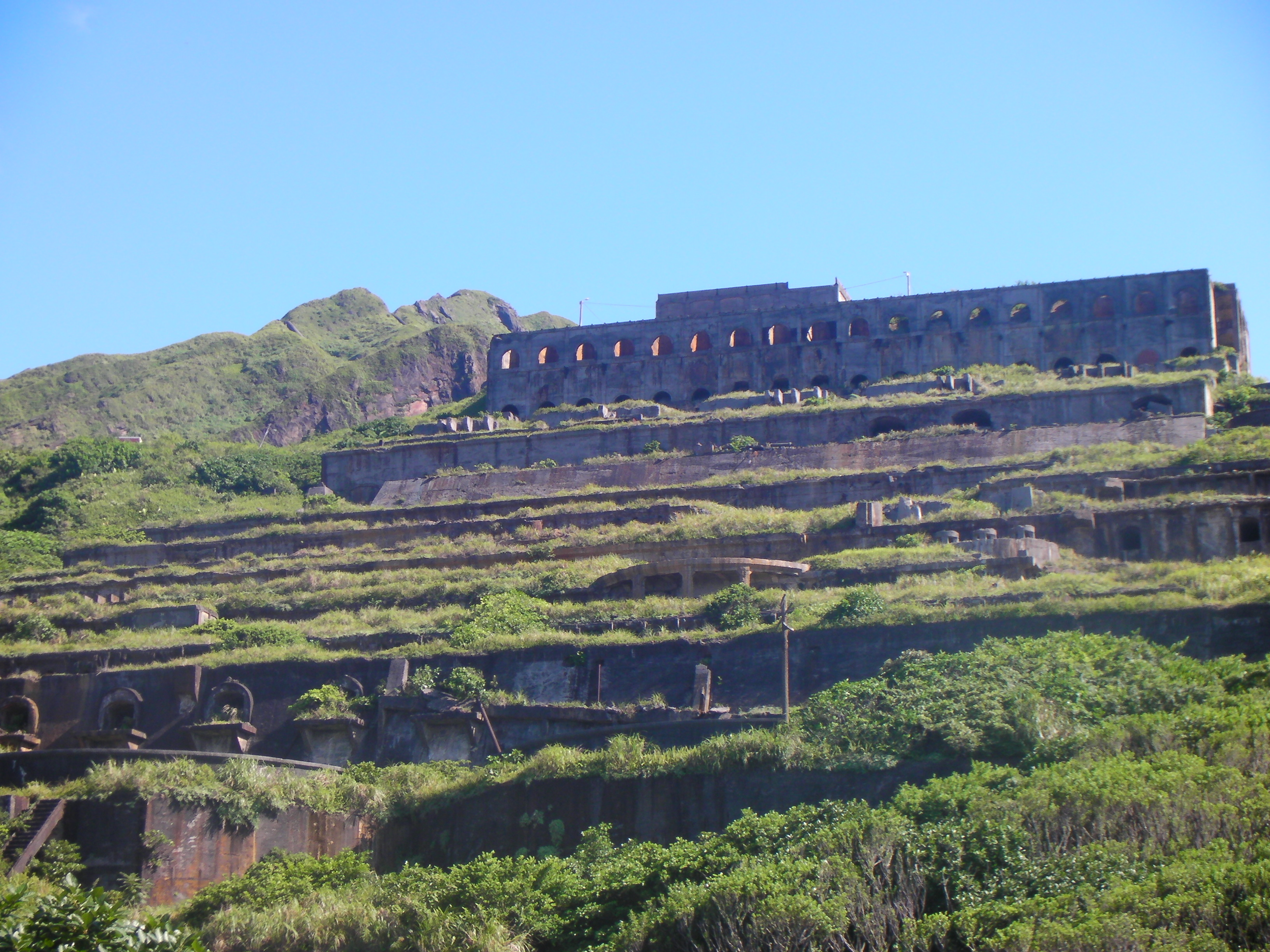
十三層遺跡（旧水湳洞選鉱場（中国語版））
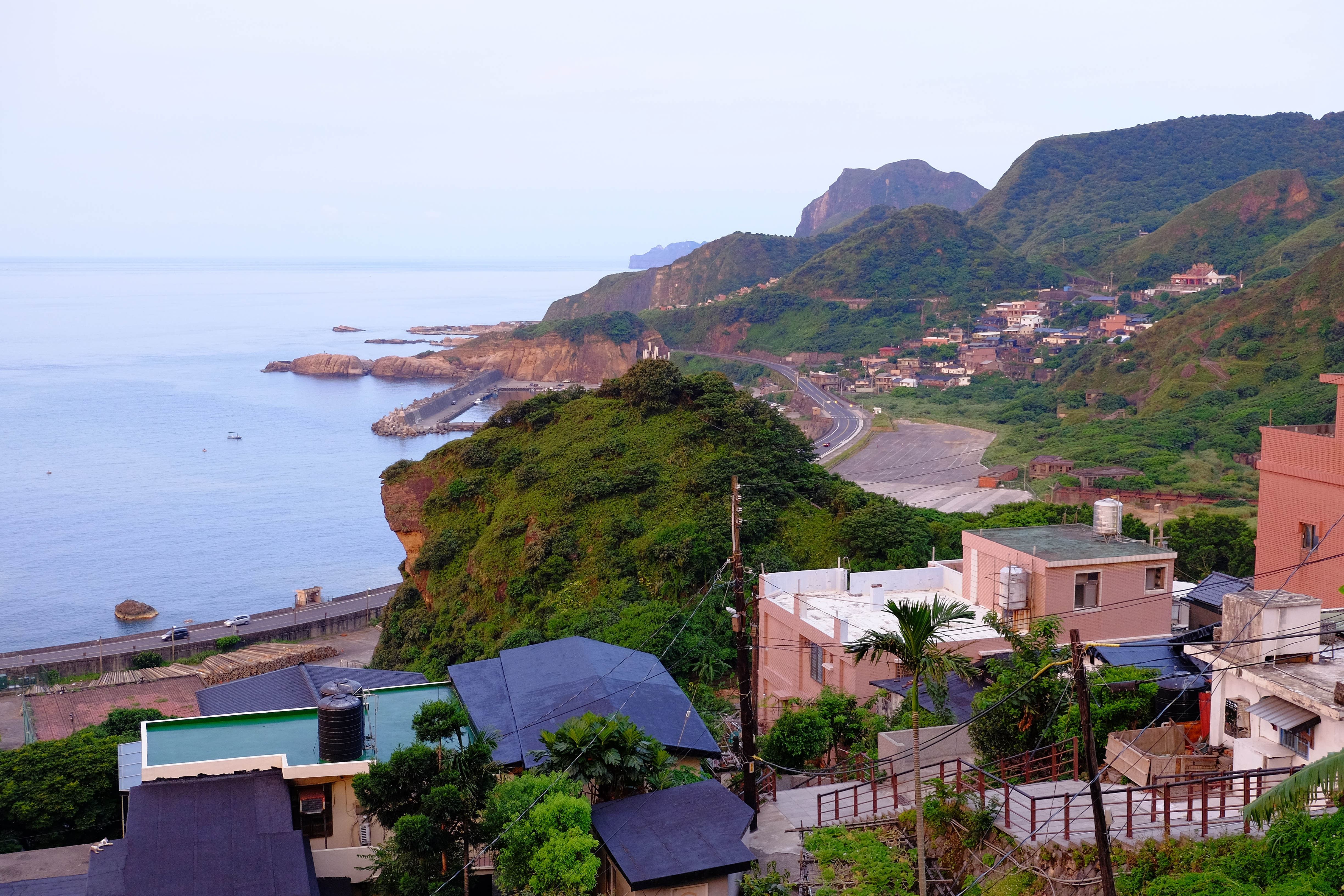
新北市立濂洞国民小学から望む陰陽海（中国語版）付近
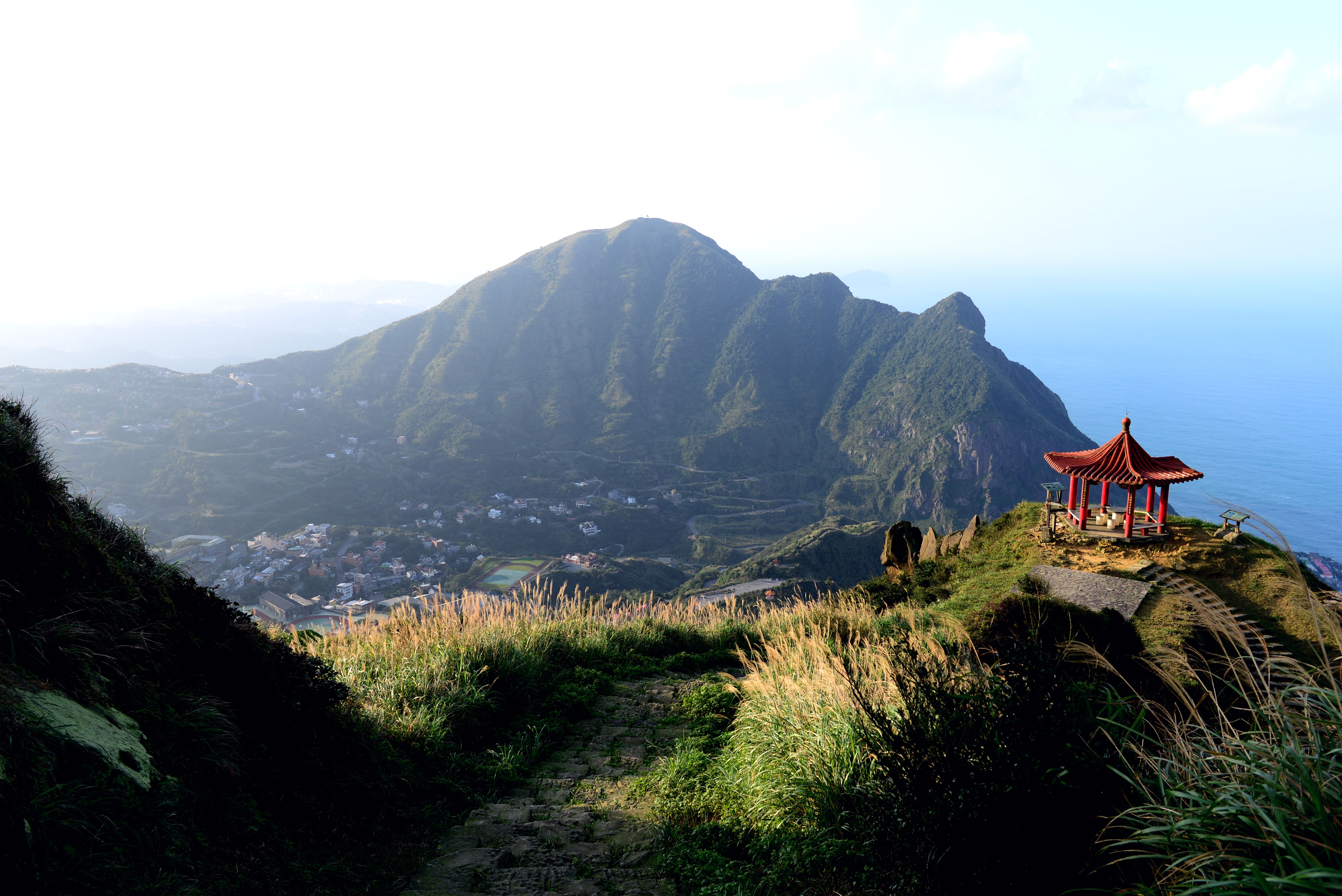
無耳茶壺山（中国語版）の山頂から望む基隆山
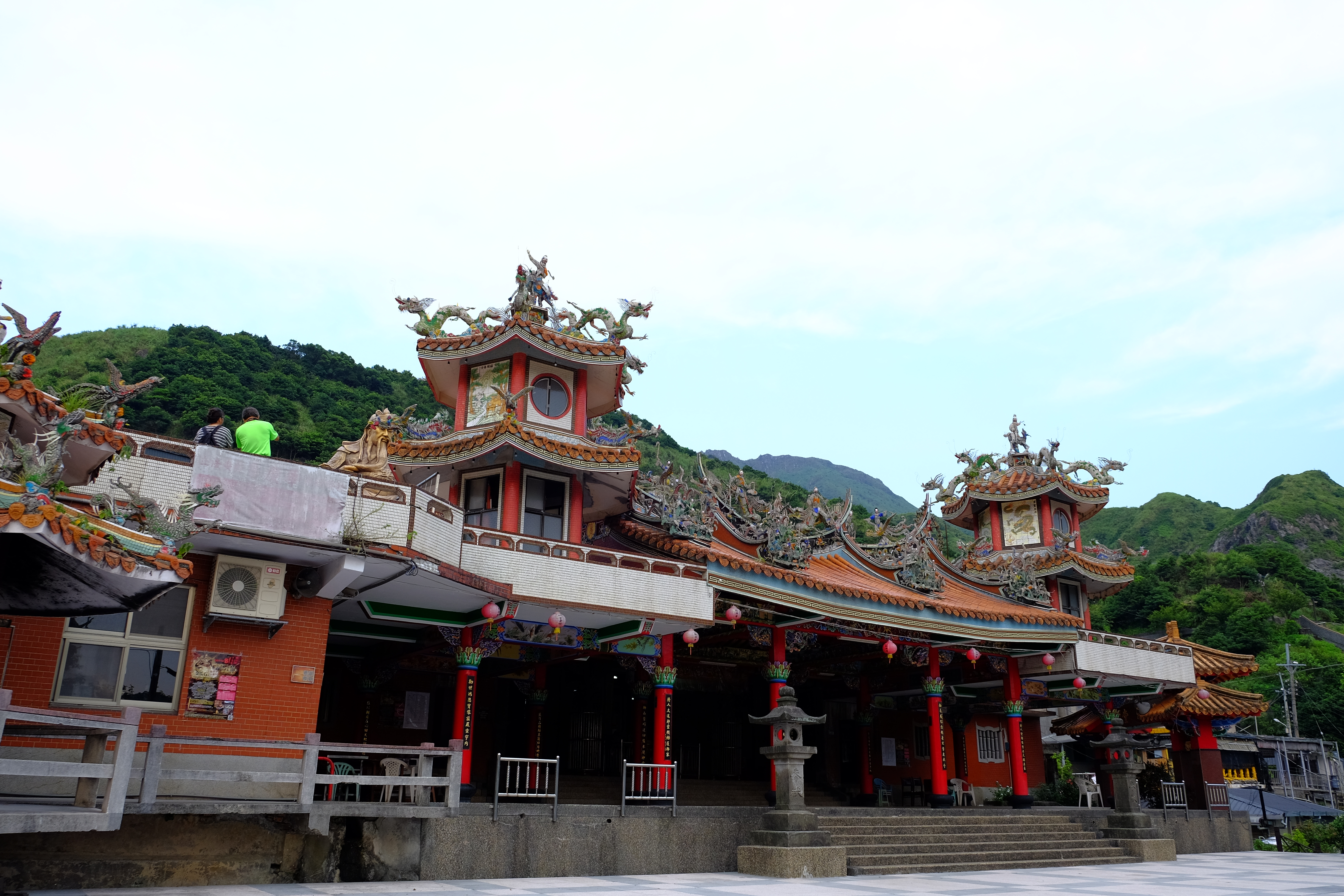
金瓜石勧済堂（中国語版）
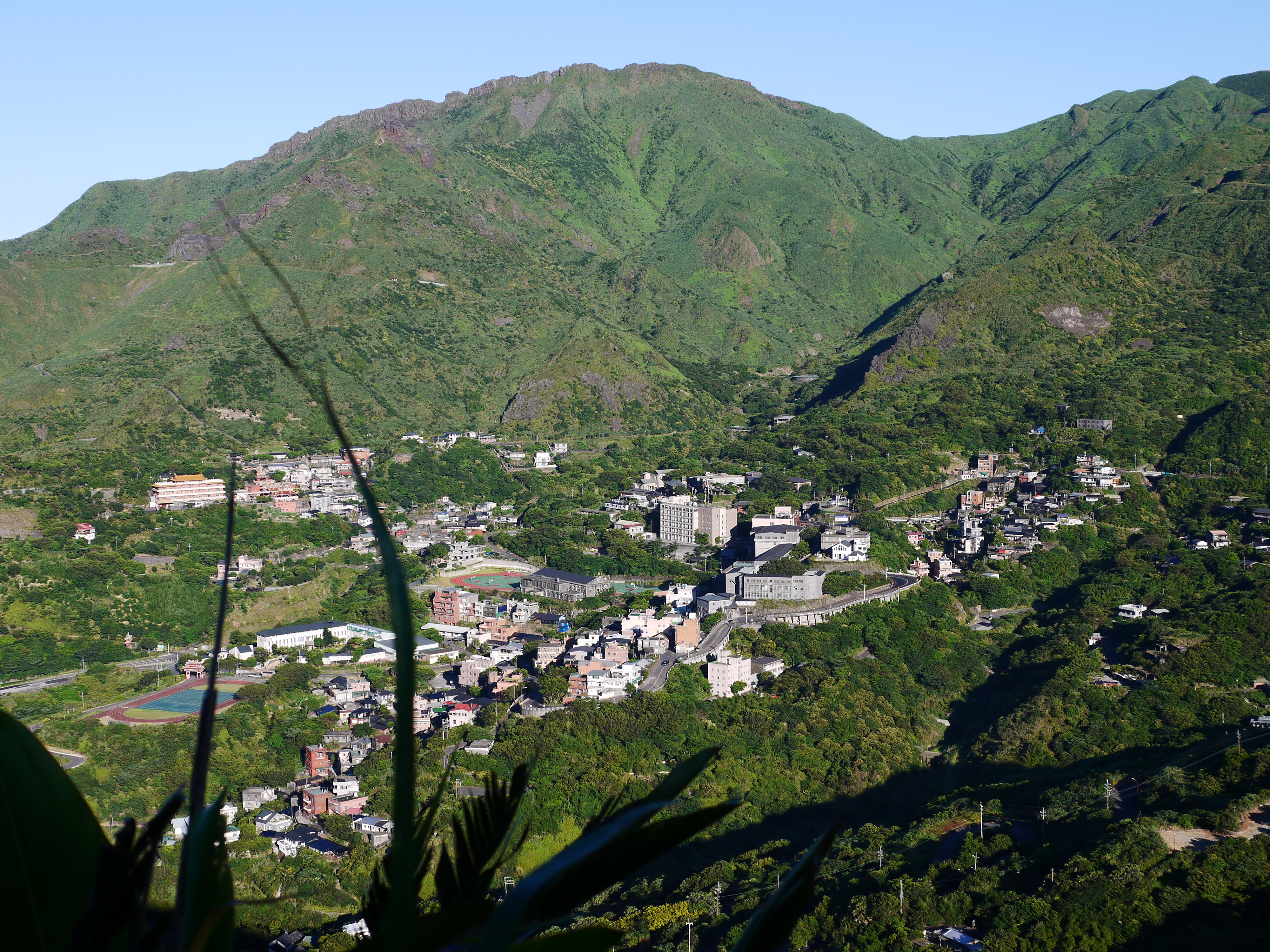
基隆山（中国語版）から眺める金瓜石鉱山町
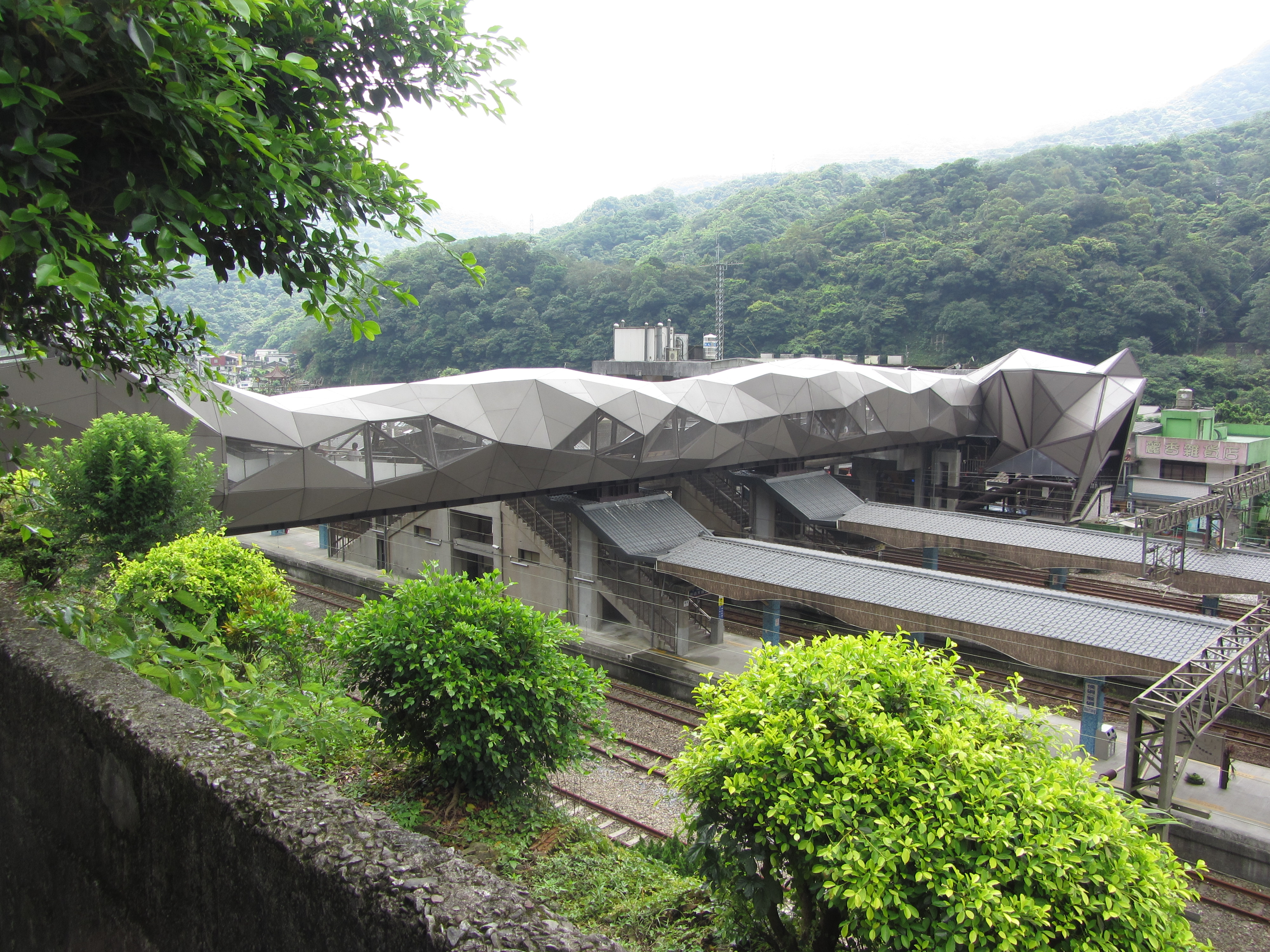
猴硐猫村・猴硐駅の真上を跨ぐ猴硐猫橋